# Český lev 2012
Ceny České filmové a televizní akademie Český lev za rok 2012 byly vyhlášeny během slavnostního večera ve Velkém sále pražské Lucerny 2. března 2013. Večerem provázel Jan Budař.
Večeru dominoval film Ve stínu, který celkem získal 9 cen.

## Hlavní ceny a nominace

### Nejlepší film
- Ve stínu – Kryštof Mucha, David Ondříček, Ehud Bleiberg - (Lucky Man Films)
- Čtyři slunce – Pavel Strnad, Petr Oukropec - (Negativ)
- Odpad město smrt – Čestmír Kopecký
- Okresní přebor – Poslední zápas Pepika Hnátka – Misu Predescu, Petr Erben - (MediaPro Pictures)
- Polski film – Milan Kuchynka, Grzegorz Madej

### Nejlepší režie
- Ve stínu – David Ondříček
- Čtyři slunce – Bohdan Sláma
- Okresní přebor – Poslední zápas Pepika Hnátka – Jan Prušinovský
- Odpad město smrt – Jan Hřebejk
- Polski film – Marek Najbrt

### Nejlepší scénář
- Ve stínu – Marek Epstein, David Ondříček, Misha Votruba
- Čtyři slunce – Bohdan Sláma
- Okresní přebor – Poslední zápas Pepika Hnátka – Jan Prušinovský
- Odpad město smrt – Dušan D. Pařízek
- Polski film – Marek Najbrt, Robert Geisler, Benjamin Tuček

### Nejlepší kamera
- Ve stínu – Adam Sikora
- Konfident – Jan Malíř
- Odpad město smrt – Martin Štrba, Lukáš Milota
- 7 dní hříchů – Ján Ďuriš
- Čtyři slunce – Diviš Marek

### Nejlepší ženský herecký výkon v hlavní roli
- Odpad město smrt – Gabriela Míčová
- Čtyři slunce – Anna Geislerová
- Ve stínu – Soňa Norisová
- 7 dní hříchů – Vica Kerekes
- Vrásky z lásky – Jiřina Bohdalová

### Nejlepší mužský herecký výkon v hlavní roli
- Ve stínu – Ivan Trojan
- Čtyři slunce – Jaroslav Plesl
- Okresní přebor – Poslední zápas Pepika Hnátka – Miroslav Krobot
- Odpad město smrt – Martin Pechlát
- 7 dní hříchů – Ondřej Vetchý

### Nejlepší ženský herecký výkon ve vedlejší roli
- Čtyři slunce – Klára Melíšková
- Modrý tygr – Barbora Hrzánová
- Polski film – Jana Plodková
- Okresní přebor – Poslední zápas Pepika Hnátka – Pavla Beretová
- Vrásky z lásky – Jiřina Jirásková

### Nejlepší mužský herecký výkon ve vedlejší roli
- Okresní přebor – Poslední zápas Pepika Hnátka – Ondřej Vetchý
- Cesta do lesa – Jiří Schmitzer
- Čtyři slunce – Karel Roden
- Odpad město smrt – Martin Finger
- Ve stínu – Sebastian Koch

### Nejlepší střih
- Ve stínu – Michal Lánský
- Čtyři slunce – Jan Daňhel
- Odpad město smrt – Vladimír Barák
- Okresní přebor – Poslední zápas Pepika Hnátka – Otakar Šenovský
- Polski film – Pavel Hrdlička

### Nejlepší zvuk
- Ve stínu – Pavel Rejholec, Jakub Čech
- Čtyři slunce – Jan Čeněk
- Posel – Radim Hladík ml.
- Okresní přebor – Poslední zápas Pepika Hnátka – Michal Čech, Matěj Matuška
- Polski film – Jakub Čech, Marek Hart, Tomáš Zůbek

### Nejlepší hudba
- Ve stínu – Jan P. Muchow, Michal Novinski
- Čtyři slunce – Vypsaná fiXa
- Polski film – Midi lidi
- Odpad město smrt – Ivan Acher
- Okresní přebor – Poslední zápas Pepika Hnátka – Vratislav Kydlíček, Jan P. Muchow

### Nejlepší výtvarný počin
- Ve stínu – Jan Vlasák (architekt) , Jarmila Konečná (kostýmní výtvarnice), Lukáš Král (umělecký maskér)
- Modrý tygr – Henrich Boráros, Juraj Horváth, Michal Struss
- Odpad město smrt – Kamila Polívková (kostýmní výtvarnice), Milan Býček (architekt), Jonáš Janků – Cirqueon (choreografie)
- DonT Stop – Katka Coufalíková, Lukáš Král, Jan Vlček
- Čtyři slunce – Zdeněk Klika, Zuzana Krejzková, Jan Vlasák

### Nejlepší dokument
- Láska v hrobě – David Vondráček
- Soukromý vesmír – Helena Třeštíková
- Věra 68 – Olga Sommerová
- Dva nula – Pavel Abrahám
- Váňa – Jakub Wagner

### Český lev za celoživotní přínos
- Karel Černý

## Vedlejší ceny

### Český lev za divácky nejúspěšnější film
- Líbáš jako ďábel (režie: Marie Poledňáková)

### Český lev za nejlepší zahraniční film
- Nedotknutelní (režie: Olivier Nakache, Eric Toledano)

### Cena Magnesia za nejlepší studentský film
- M.O. (režie: Jakub Kouřil)

### Cena filmových kritiků a teoretiků za nejlepší hraný film
- Ve stínu (režie: David Ondříček)

### Cena filmových kritiků a teoretiků za nejlepší dokumentární film
- Láska v hrobě (režie: David Vondráček)

### Cena za nejlepší plakát
- Marius Corradini (Ve stínu)